# Kostel svatého Vavřince a Štěpána (Račice)
Římskokatolický kostel svatého Vavřince a Štěpána stával v zaniklých Račicích v okrese Chomutov. Až do svého zániku býval filiálním kostelem ve farnosti Kralupy u Chomutova.

## Historie
První kostel v Račicích je zmíněn již v roce 1352. Barokní kostel byl postaven podle plánů J. Kr. Kosche v roce 1736. Zbořen byl v roce 1982 v důsledku rozšiřování těžby hnědého uhlí v lomu Nástup. Architektonické články ze zbořeného kostela byly převezeny ke kostelu ve Vtelně a františkánskému klášteru v Kadani.

## Stavební podoba
Jednolodní bezvěžový kostel měl obdélný půdorys se zaoblenými východními nárožími, ze kterého uprostřed severní a jižní strany vybíhala mělká ramena. Presbytář zaklenutý plackovou klenbou byl čtvercový. Stěny kostela byly členěné slepými arkádami, jónizujícími pilastry, vylomenou římsou a oválnými okny s plošným rámcem. V západní části lodi stála kruchta podepřená dvěma pilíři.

## Zařízení
Hlavní oltář tvořila architektura s točenými sloupy a akantovými ornamenty. Doplňovaly je sochy svatého Vavřince a svatého Jana Nepomuckého z doby okolo roku 1700. Boční oltáře byly zasvěcené svatému Janu Nepomuckému (z roku 1674) a svaté Markétě (z doby okolo roku 1760). Oba zdobily obrazy F. Kronholze z let 1852 a 1853. K zařízení patřily také pískovcová barokní křtitelnice z doby okolo roku 1730 a pozdně gotická socha Madony. Část vybavení byla zničena místními obyvateli již v sedmdesátých letech dvacátého století. Dřevěné součásti lidé dokonce využívali k vytápění domů. Zachráněna byla jen plastika Madony z doby okolo roku 1400, která byla umístěna v galerii v Litoměřicích.